# Trapper

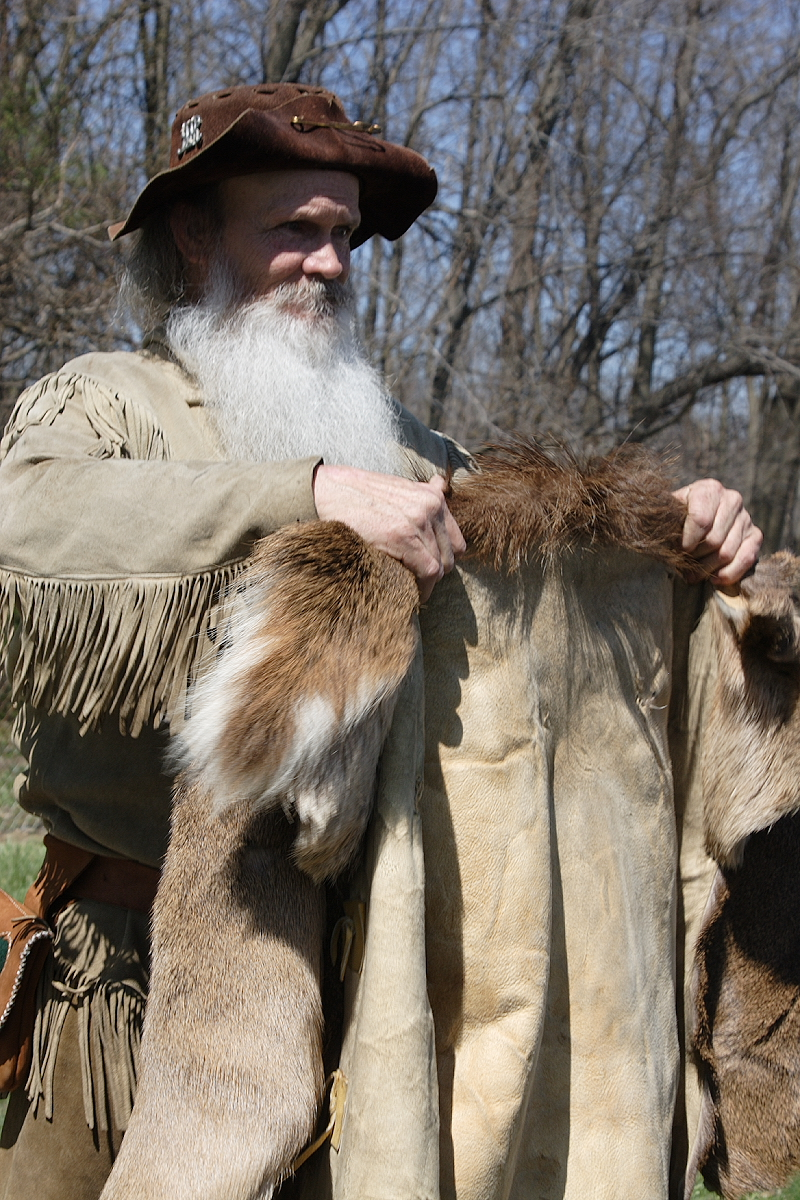
Un trapper mostra le sue pelli

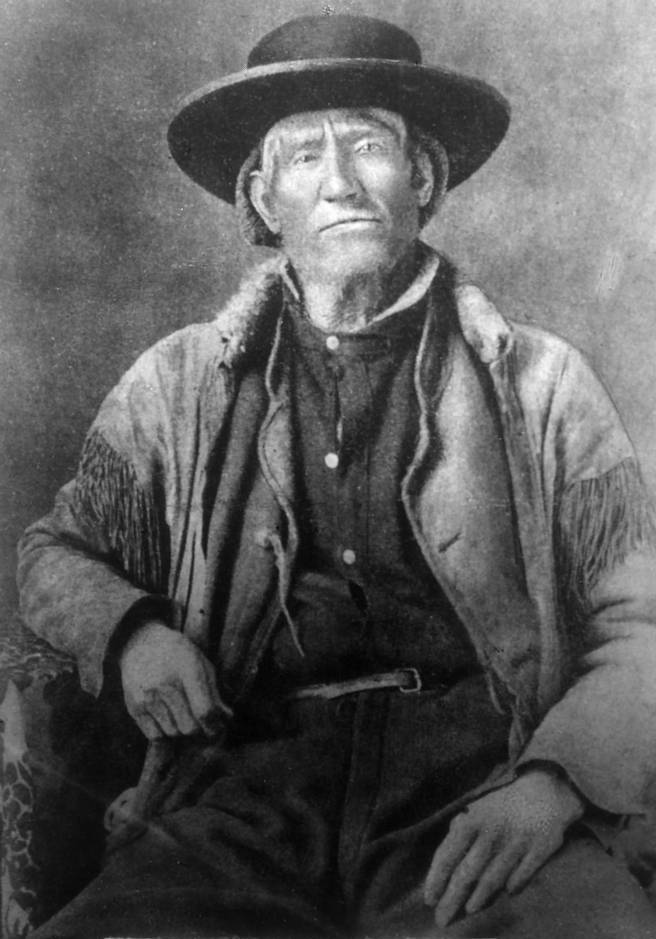
Il trapper Jim Bridger

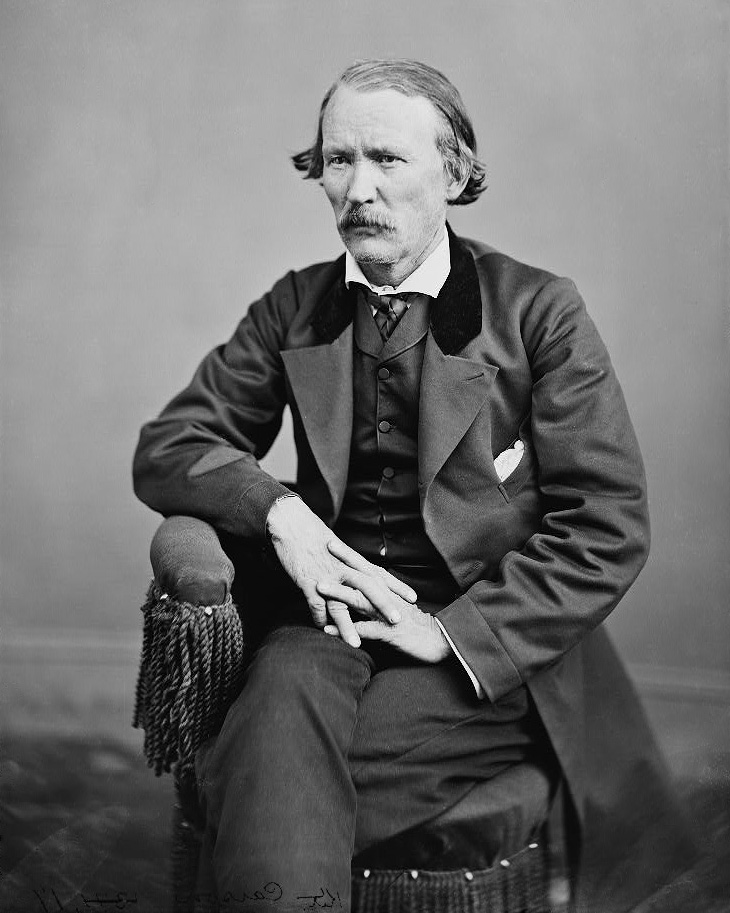
Kit Carson

I Trapper erano dei cacciatori ed esploratori che percorrevano le montagne del Nord America, specialmente le Montagne Rocciose, nella seconda metà del XVIII secolo e nella prima del XIX. Il lemma, di lingua inglese, è riferito a coloro che svolgevano l'attività di caccia ad animali selvatici ponendo trappole (animal trapping) per catturarli.

## Etimologia
Inglese: trap + -er. (plurale trappers)
Trap: prendere in trappola, intrappolare; accalappiare; (estens.) imprigionare, bloccare.
Francese: trappe + -er.
Trappe: trappola, botola, trabocchetto.
Il lemma inglese "trapper", corrispondente al francese "trappeur", indica, genericamente, "[colui che] utilizza la trappola" allo scopo di catturare un animale selvatico, solitamente per venderne la pelliccia.
Negli Stati Uniti d'America, il termine è stato sostituito da "mountain man" o "frontiersman" (uomo delle montagne o uomo di frontiera). In Italia la denominazione trapper/trappeur ha avuto diffusione in particolare dagli anni sessanta in conseguenza del successo editoriale del fumetto Il grande Blek, che narra le avventure - a sfondo patriottico - di questi cacciatori presenti sulle montagne e nelle città costiere dell'America nord-orientale ai confini con il Canada durante la guerra d'indipendenza.

## Storia
La principale attività di sostentamento dei trapper era la cattura di animali da pelliccia come tassi, opossum, procioni, castori, mediante trappole per non rovinarne le pregiate pelli che vendevano al ritorno nelle città, durante il periodo invernale. Vestivano abitualmente indumenti confezionati con pelli di cervo, la medesima usata per cucire abiti dai nativi americani. Inoltre indossavano un copricapo in pelliccia ornato con la lunga coda dell'animale catturato. Furono tra i primi esploratori del "selvaggio west" e servirono spesso come guide per gli ufficiali dell'esercito durante le guerre indiane e nella guerra di secessione.
Tra i trapper più conosciuti - oltre ai celebri Kit Carson e David Crockett - si ricordano Jim Bridger, scopritore del Gran Lago Salato, Mangiafegato Johnson, che ha ispirato il film Corvo rosso non avrai il mio scalpo!, Hugh Glass, interpretato da Leonardo DiCaprio nel film del 2015 Revenant - Redivivo, Charley Reynolds che fu scout di George A. Custer e Osborne Russell, poi divenuto membro del governo provvisorio dell'Oregon, che raccontò le sue avventure nel libro Journal of a Trapper. Non va dimenticato neppure lo scrittore francese Gustave Aimard che trattò il tema di questi esploratori.

## Equipaggiamento
L'equipaggiamento e il vestiario dei trapper era un miscuglio di elementi europei e amerindi.
Vestivano abitualmente indumenti (giubbe, pantaloni e mocassini) confezionati con pelli di cervo, come gli indiani, e indossavano un copricapo in pelliccia ornato con la lunga coda dell'animale catturato (celeberrimo il procione di David Crockett). L'arma da fuoco abituale dei trapper era il longrifle sviluppato dagli immigrati tedeschi nel Nordamerica, mentre per la lotta corpo-a-corpo e per le attività connesse alla caccia ricorrevano a coltelli da caccia e accette tipo tomahawk molto simili, nei modelli prodotti in Nuova Francia, all'antica francisca germanica.

## Trapper famosi
- Charley Reynolds
- David Crockett
- David Iuvinson
- Eridani Percival
- Hugh Glass
- William "Old Bill" Williams
- Robert Campbell (esploratore)
- Jacques La Ramée
- Jim Bridger, scopritore del Gran Lago Salato
- John Colter
- William Sublette
- John Johnson detto Mangiafegato Johnson
- John Day
- John "Trapper" Tice
- Kit Carson
- Louis Campau
- Osborne Russell
- Pirro Del Bloch
- Ricky Brown
- Thomas Fitzpatrick

## Filmografia
- La conquista del West, 1962
- Il piccolo grande uomo, 1970
- Uomo bianco, va' col tuo dio!, 1971
- Corvo rosso non avrai il mio scalpo!, 1972
- I giganti del West (The Mountain Men), 1980
- Revenant - Redivivo, 2015